# Hyperfunktion av hypofysen
Hyperfunktion av hypofysen eller hyperpituitarism är en endokrin sjukdom som innebär att hypofysens hormonproduktion är överaktiv.
Hypofysen är en körtel i hjärnan som producerar en mängd hormoner och hormonfrisättande hormoner, vilka har en rad centrala funktioner för kroppen. Till hormonerna hör tillväxthormon, prolaktin, TSH, gonadotropiner, ACTH, MSH och vasopressin. En överaktiv hypofys kommer alltså att överproducera något av dessa hormoner. Detta kan leda till sjukdomar som akromegali, hyperthyroidism, Cushings syndrom och hyperprolaktinemi.
Den vanligaste orsaken till en överaktiv hypofys är godartade tumörer (adenom). Mindre vanliga orsaker är cancer eller sjukdomar i hypofysen eller hypotalamus som producerar hormoner som frisätter hypofysens hormoner.
Barn och ungdomar med överaktiv hypofys kan drabbas av hypogonadism, gigantism eller kortvuxenhet, hirsutism, fetma, och synförändringar, beroende på vilket hormon som överproduceras. En vanlig orsak till att personer med sjukdomen söker vård, oavsett ålder, är förändringar i utseendet, vilket är mest märkbart vid påverkan på tillväxthormonet. Även menstruationsstörningar och förändringar i sexuellt beteende är vanligt.